# Guwahati
Guwahati je grad u Indiji, najveći grad indijske savezne države Assam, smještene na sjeveroistoku Indije. Glavni grad pokrajine Dispur nalazi se unutar grada, te je do 1973.g. kada je postao glavni grad bio dio Guwhatija.
Grad se nalazi na južnoj obali rijeke Brahmaputra i na podnožju platoa Shillong, te se širi na sjevernu obalu kao Sjeverni Guwahati.
U moderno vrijeme u gradu se nalaze mnoge svjetski poznate znanstvene institucije kao što je engl. "Indian Institute of Technology Guwahati", grad je središte kulturnih i sportskih zbivanja regije sjeveroistočne Indije, važna je riječna luka, upravni centar i centar trgovine.